# Hondenkar

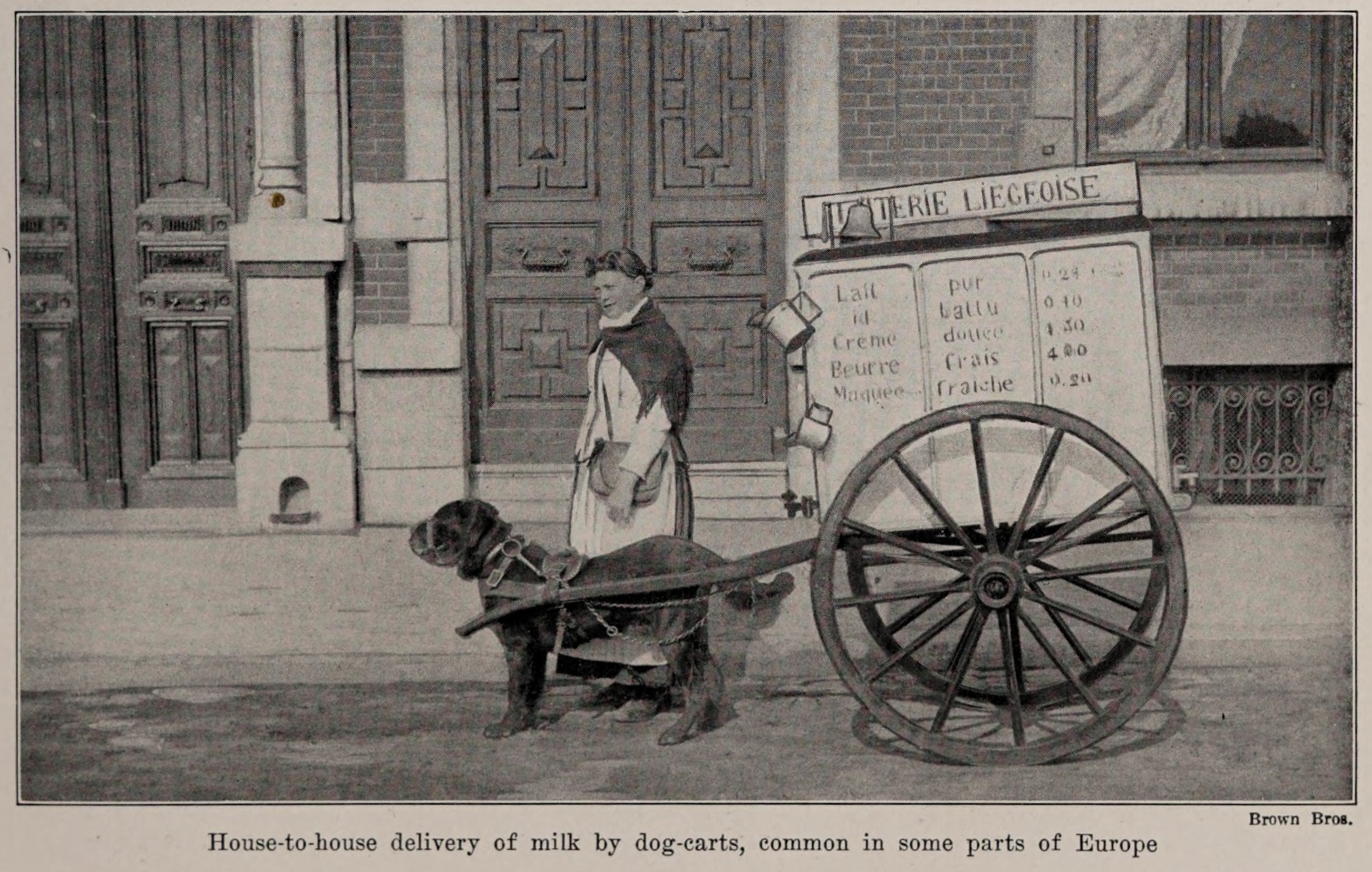
Hondenkar met begeleidster; melkkar, België, 1923

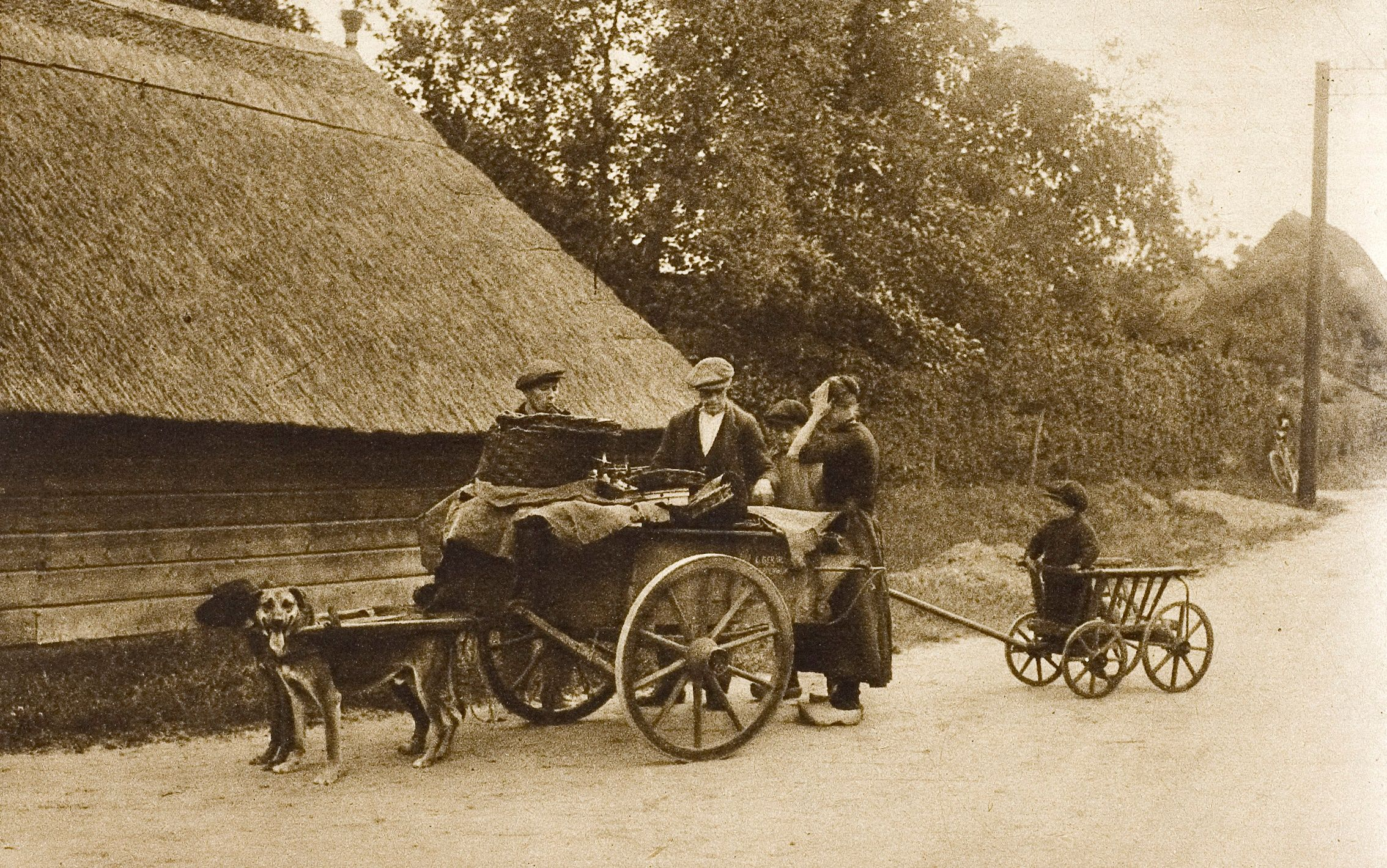
Nederlandse hondenkar, 1923

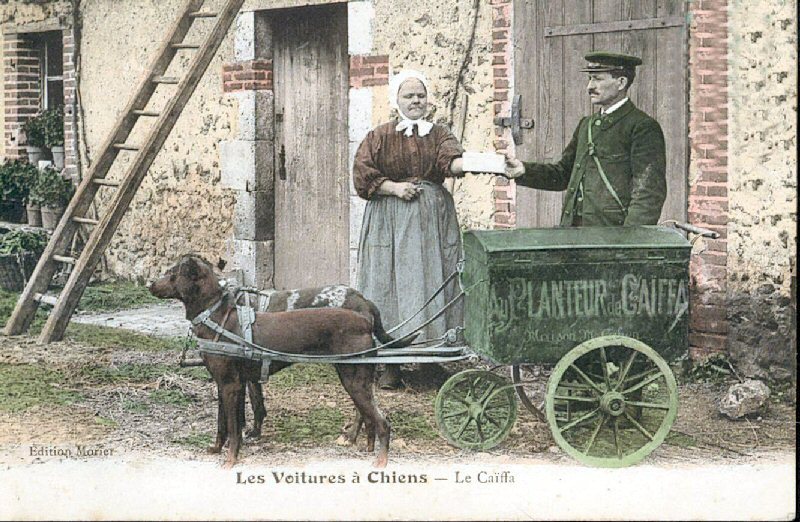
Franse postbode omstreeks 1905

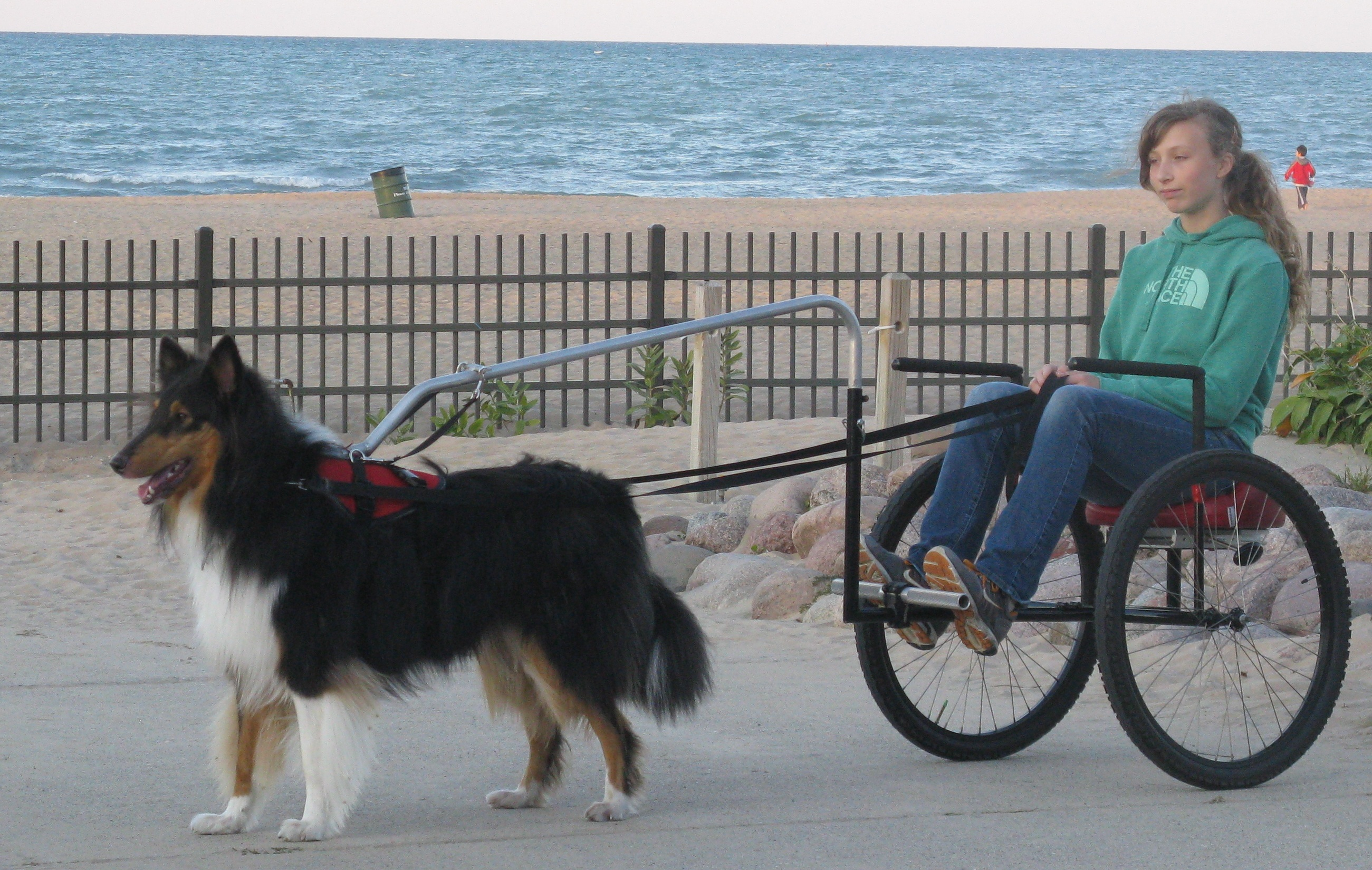
Carting in Engeland

Een hondenkar is een vervoermiddel dat door een trekhond wordt voortbewogen. Tegenwoordig wordt een kleine fietsaanhangwagen om honden in te vervoeren ook wel hondenkar genoemd.

## Gebruik van hondenkarren
Hondenkarren werden al afgebeeld op antiek Grieks aardewerk. Vanaf 1672 zijn Nederlandse gegevens bekend over honden die een bepaald soort wagentjes voorttrokken. Honden werden eeuwenlang als lastdier in groten getale voor, onder of achter een wagen ingespannen. Veel beroepsgroepen hebben gebruikgemaakt van de trekkracht van de hond, zoals de bakker, de groenteboer, de melkboer, de petroleumventer en anderen. Overal kwam het gebruik van het paard van de armen voor. 
Het Nederlandse staatsbedrijf voor de posterij heeft tot 1922 brieven en kleine pakketjes met de hondenkar bezorgd. Het Nederlandse leger had ten tijde van de Eerste Wereldoorlog meer dan 1200 honden in dienst. De dieren werden in  tweespan gebruikt voor mitrailleur-, munitie- en gereedschapswagens.

## Wetten
In Nederland was het gebruik van een hond als trekkracht vanaf 1910 geregeld in de Trekhondenwet. Deze wet stelde regels en voorschriften in voor het gebruik van een hondenkar. 1912 werd de Anti-Trekhonden Bond opgericht. In 1962 werd deze vorm van dierexploitatie verboden. Er kwam wel een vrijstellingsmogelijkheid voor de sledehondensport die voor enkele rassen automatisch van toepassing is. 
In België, waar trekhonden eveneens verboden zijn, bestaat sinds 1989 een Vlaamse trekhondenvereniging. Met speciale toestemming van het ministerie voor landbouw is het voor hun leden toegelaten om Berner Sennenhonden en Grote Zwitserse Sennenhonden op diervriendelijke wijze als trekhond te gebruiken bij specifieke gebeurtenissen. Er worden demonstraties gegeven bij folkloristische evenementen. Zo wordt deze traditie in herinnering gehouden.
Met het verdwijnen van de hondenkarren werden kleine gemotoriseerde wagens populair. Deze driewielige karren kregen al snel de bijnaam ijzeren hond.

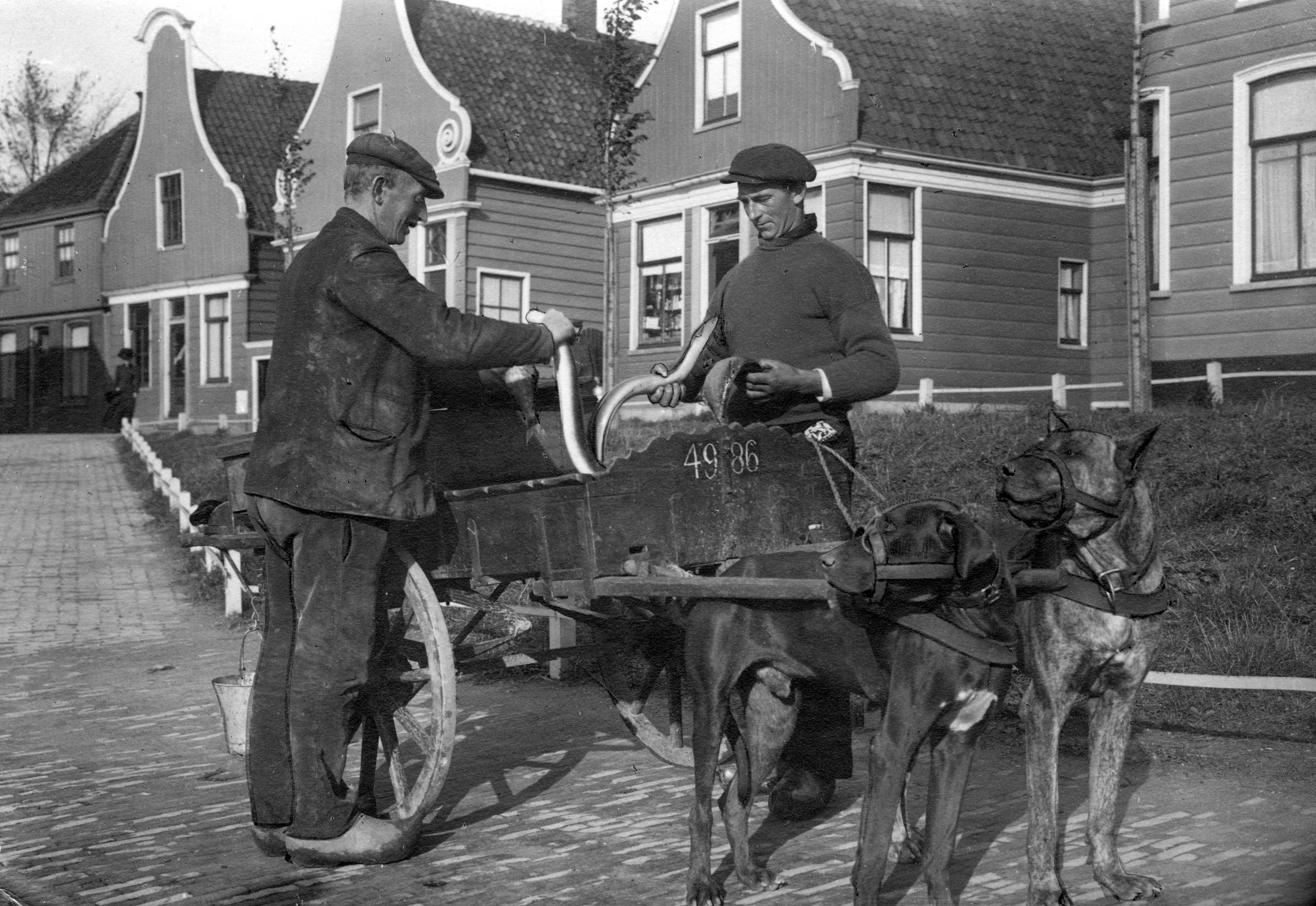
Palingboer met hondenkar in Zaandam, 1913
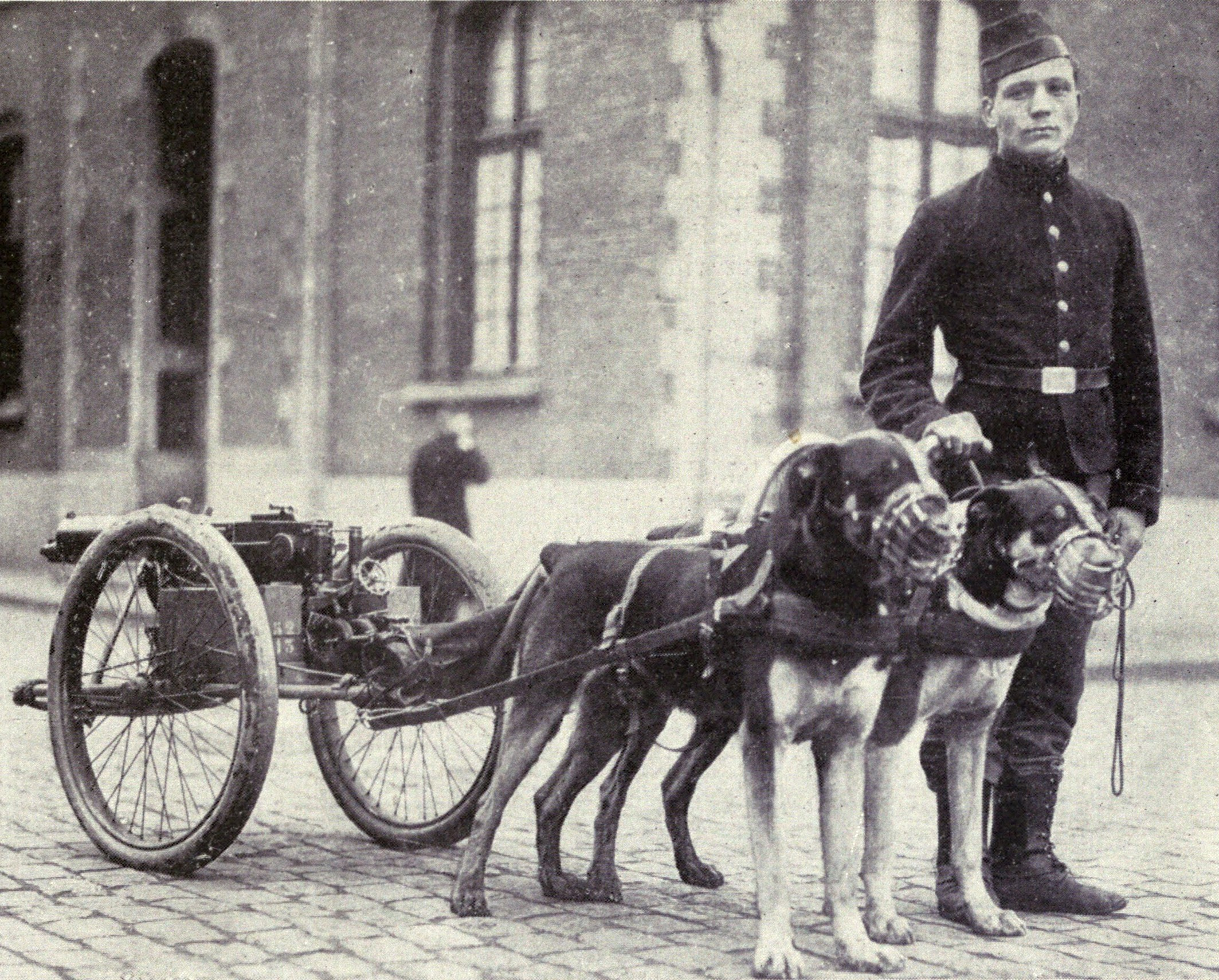
Hondenkar met machinegeweer, België, circa 1915